# Mali zapleteni ikozidodekaeder
| Mali zapleteni ikozidodekaeder | Mali zapleteni ikozidodekaeder                               |
| ------------------------------ | ------------------------------------------------------------ |
|                                |                                                              |
| Vrsta                          | uniformni zvezdni polieder                                   |
| Elementi                       | F = 32, E = 60, (30x2) V =12 ({\displaystyle \chi \,} = -16) |
| Stranskih ploskev na stranico  | 20{3} + 12{5}                                                |
| Wythoffov simbol               | 5\| 3/2 5                                                    |
| Simetrijska grupa              | Ih, [5,3], *532                                              |
| Sklici                         | U, C, W                                                      |
| Bowersova okrajšava            | Cid                                                          |
| slika oglišč (3/2.5)5 center>  | mali zapleteni ikozidodekakron (dualni polieder)             |

Mali zapleteni ikozidodekaeder je izrojeni uniformni zvezdni polieder. Ima 32 stranskih ploskev od katerih je 12 trikotnikov in 12 petkotnikov 60 dvojnih robov in 12 oglišč. Vsi robovi so dvojni oziroma izrojeni. Imajo skupne 4 stranske ploskve, ki jih lahko obravnavamo kot prekrivajoči se robovi v topološkem poliedru.
Lahko ga tudi naredimo iz različnih slik oglišč.

## Kot sestav
Lahko ga obravnavamo tudi kot sestav ikozaedra {3,5} in velikega dodekaedra {5,5/2}, kjer so vsa oglišča in robovi na istem mestu. Mali zapleteni ikozidodekaeder izgleda kot ikozaeder, ker  je veliki dodekaeder v celoti znotraj  ikozaedra.   
|           |                   |        |
| ikozaeder | veliki dodekaeder | sestav |

| Stub icon | Ta matematični članek je škrbina. Pomagajte Wikipediji in ga razširite. |